# Ліщина (рід)
Ліщина (Corylus) — рід листопадних кущів та дерев підродини ліщинові родини березові (Betulaceae). В роді — 16 сучасних видів родом з Європи, Азії та Північної Америки. У викопному стані відомий з крейдового періоду. Листки чергові, широкоовальні. Квітки одностатеві, чоловічі — зібрані в звислі сережки, жіночі — у двоквіткових суцвіттях — дихазіях; розпускаються до появи листків. Плід — однонасінний горіх зі здерев'янілим оплоднем, їстівний. Культивують.

## Опис
Загальна висота коливається від 1,5 до 20 м. За невеликим винятком не утворюють єдиного стовбура, великі гілки розходяться у різні боки. Кора має сірувато-коричневий колір, тонка, гладенька. Забарвлення деревини від білого до світло—коричневого кольору, має тонку текстуру. Гілки, пагони розташовуються в два ряди стоячи.
Представники цього роду мають листя круглої або овальної форми, доволі широке й велике (4—12 см завдовжки та 3,5—12 см завширшки). Квітки одностатеві, однодомні. Чоловічі квіти зібрані густими циліндричними сережками, що розташовуються на коротких гілочках. Тичинок 4, іноді вони роздвоєні. Пиляки на верхівці мають пучок волосків. Жіночі квітки зібрані суцвіттями у вигляді бруньок, що сидять по 2 в пазухах приквітників. Кожна жіноча квітка має дуже слабко розвинену оцвітину. Зав'язь нижня, двогніздова, з одним яєчком (сім'ябрунькою) в кожному гнізді, стовпчик дуже короткий з 2 приймочками у вигляді червоних ниточок, які навесні висовуються з «бруньки» — суцвіття. Внаслідок недорозвинення однієї полярної клітини плід виходить односім'яний з дерев'янистим перикарпом, відомий як горіх. Кожен горіх оточений трубчастим надрізаним покривом, так званою плюскою.

## Розповсюдження
Види роду поширені в країнах помірного і субтропічного поясів Північної півкулі. Найчастіше зустрічаються у листяних лісах.
Найвідомішим видом цього роду є ліщина велика, або фундук.

## Види
- Corylus americana
- Corylus avellana — ліщина звичайна
- Corylus chinensis
- Corylus colchica
- Corylus colurna — ліщина турецька
- Corylus cornuta
- Corylus fargesii
- Corylus ferox
- Corylus heterophylla — ліщина різнолиста
- Corylus jacquemontii
- Corylus maxima — ліщина велика
- Corylus potaninii
- Corylus sieboldiana
- Corylus tibetica
- Corylus wangii
- Corylus wulingensis
- Corylus yunnanensis
- †Corylus johnsonii (з еоцену США)

## Галерея

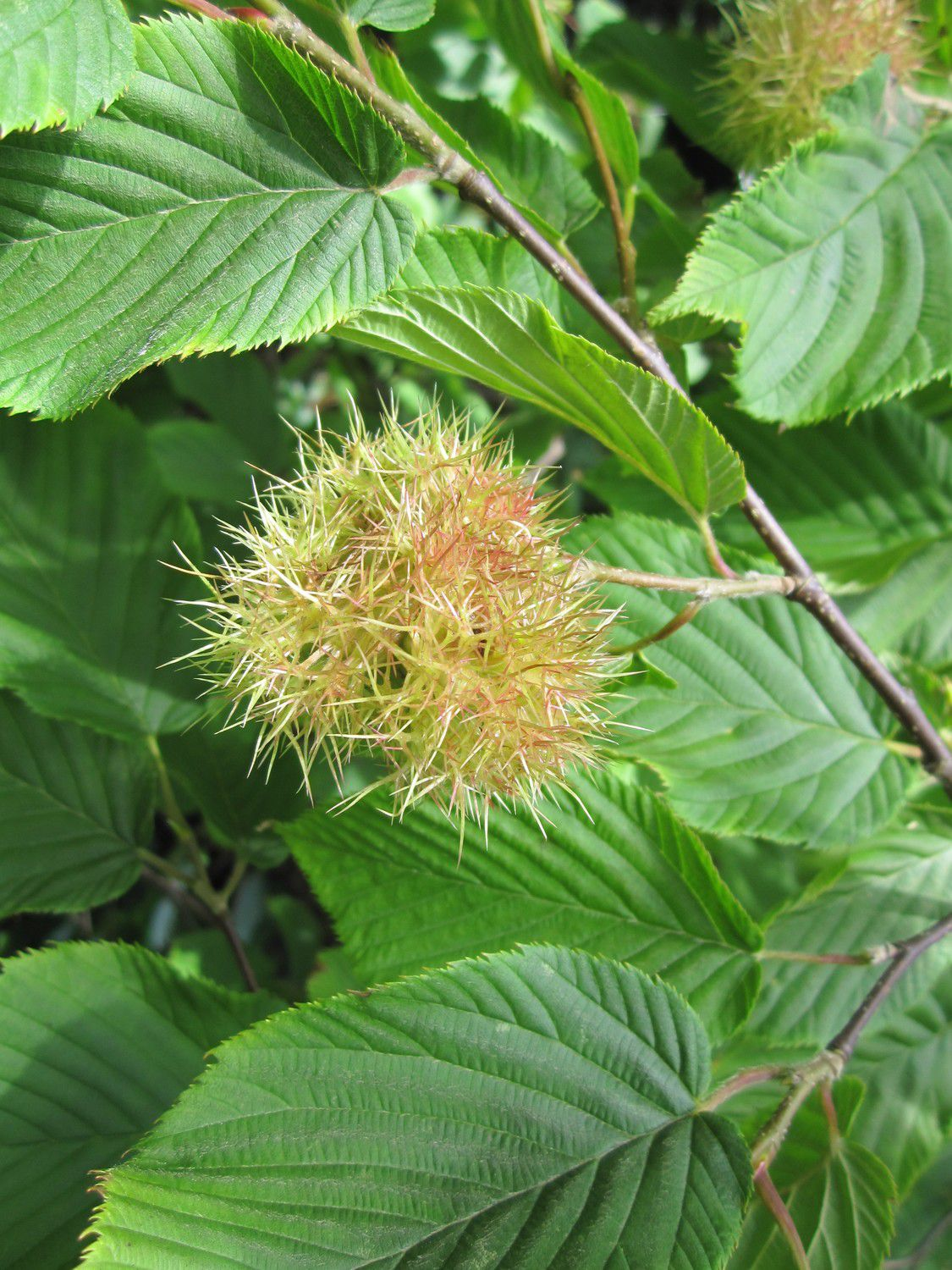
Corylus ferox
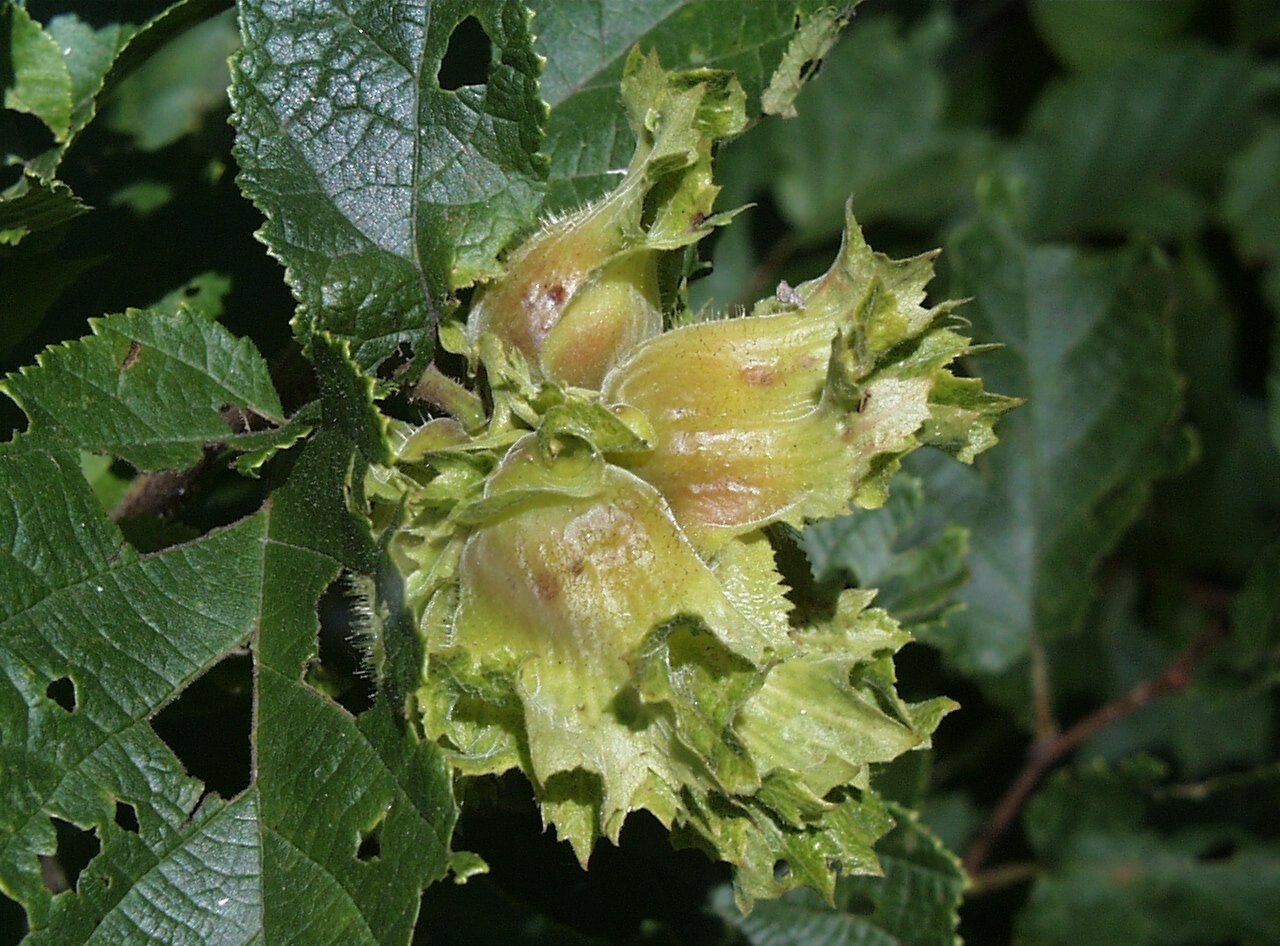
Corylus americana
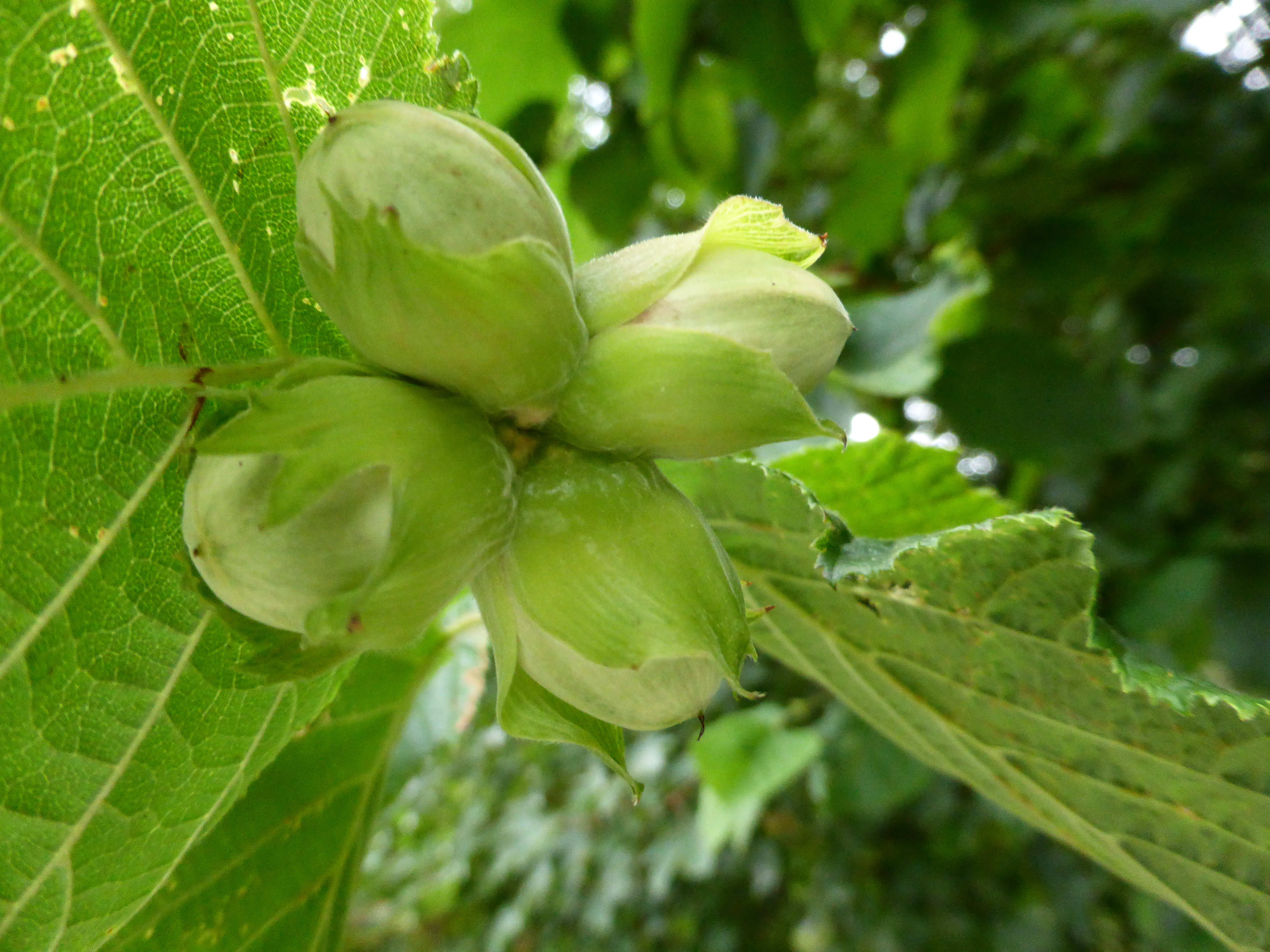
Corylus avellana
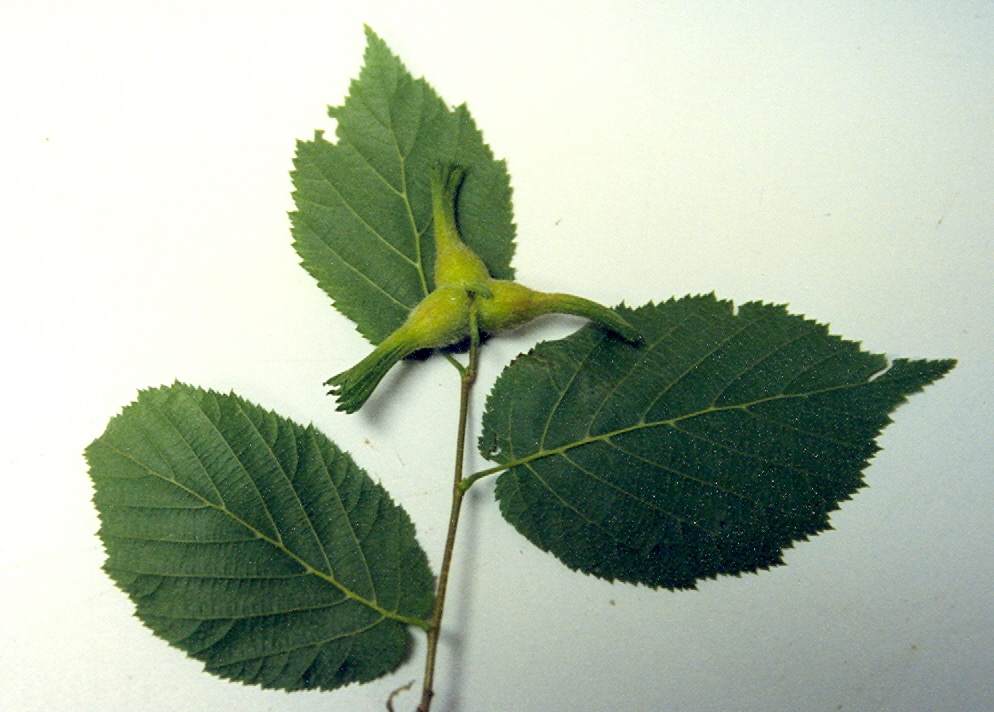
Corylus cornuta
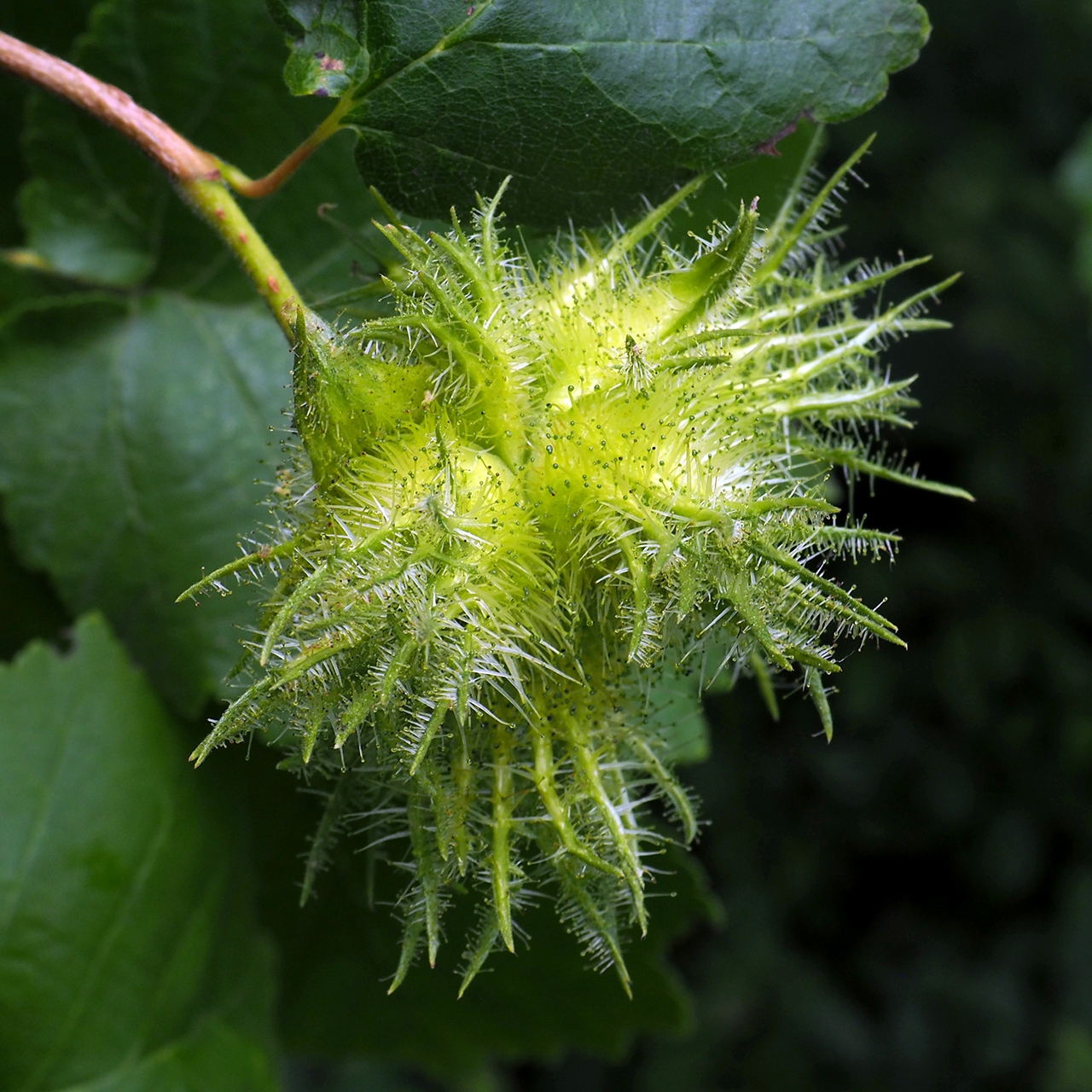
Corylus colurna
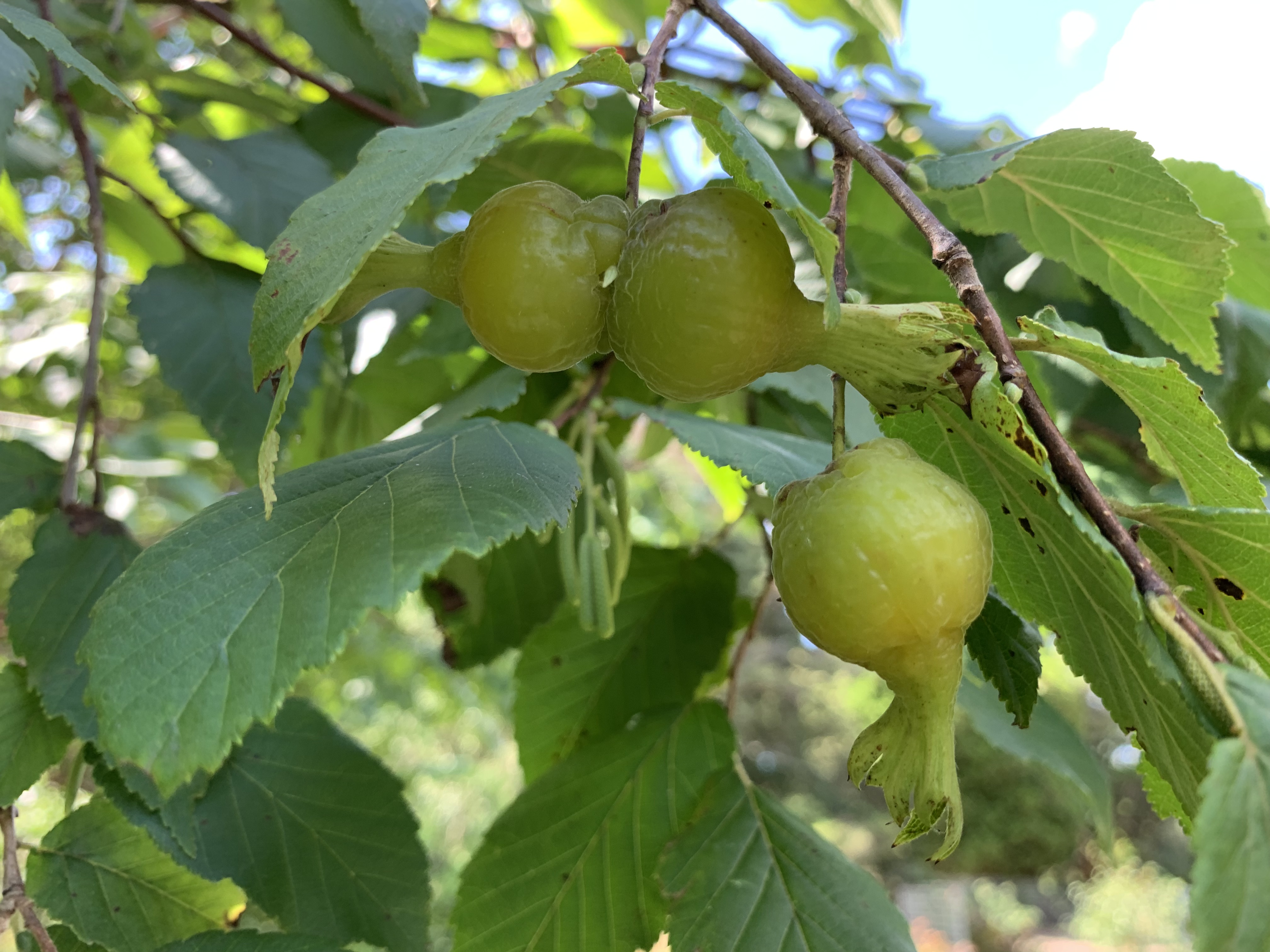
Corylus fargesii
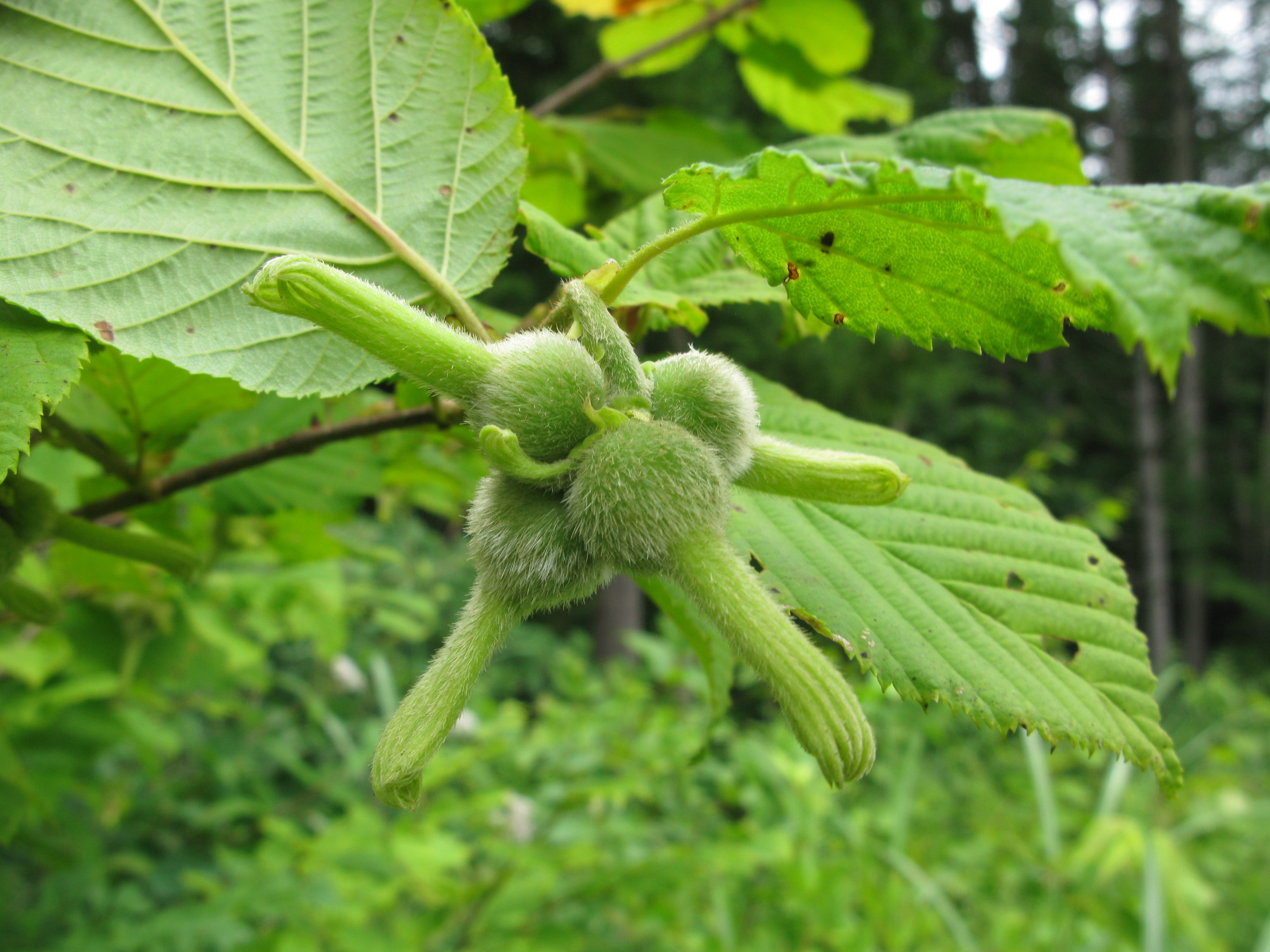
Corylus sieboldiana
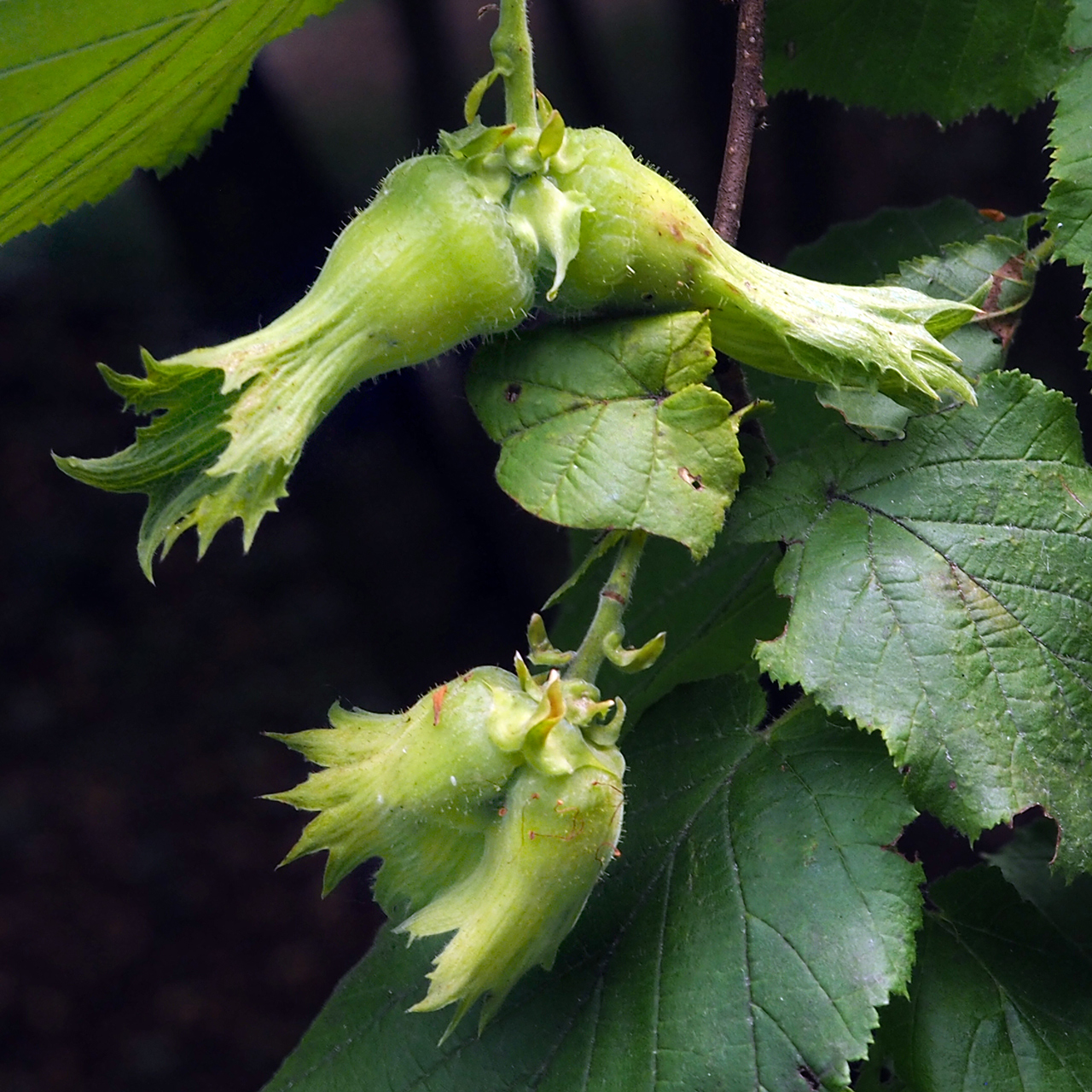
Corylus maxima
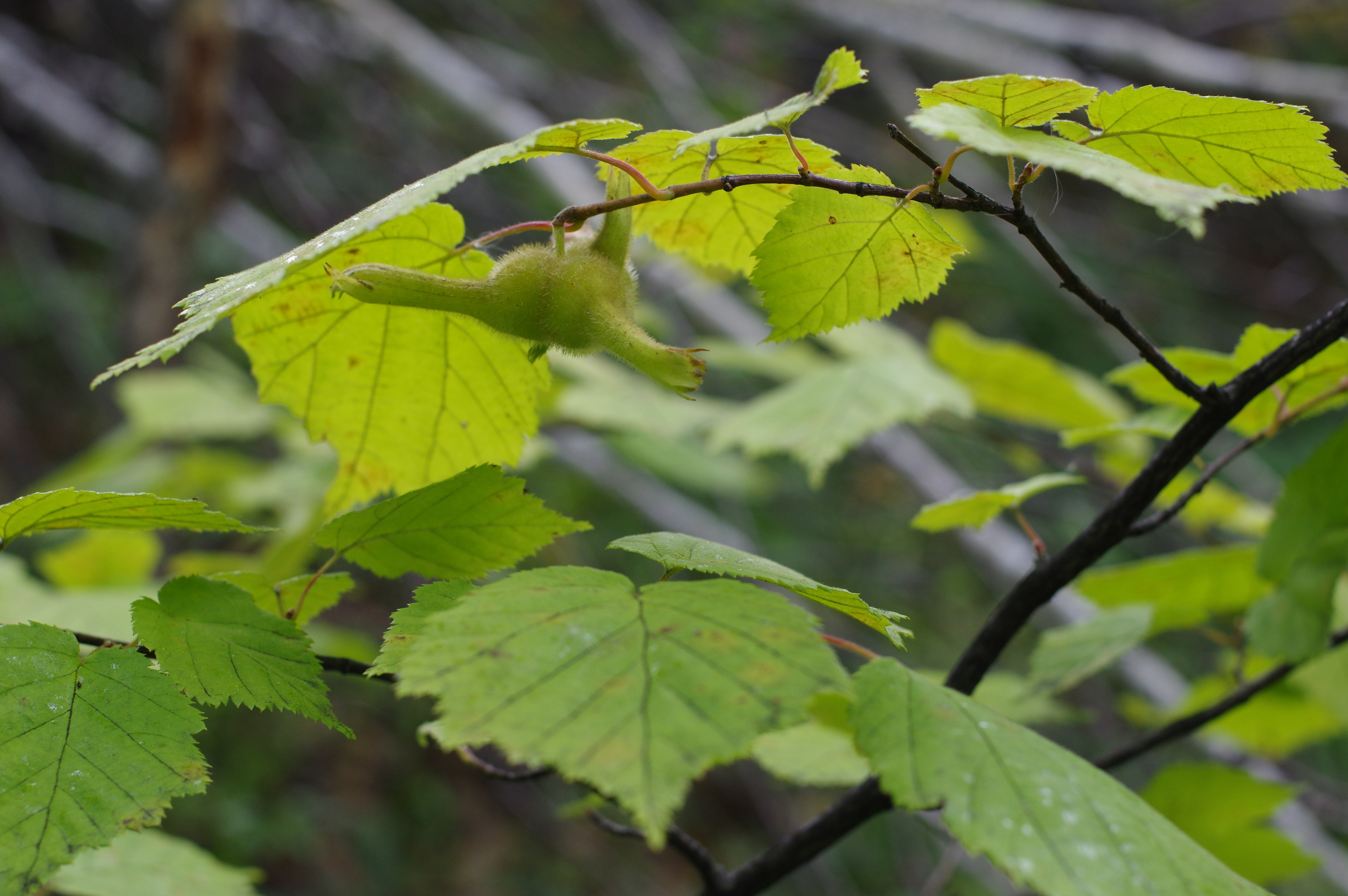
Corylus mandshurica